# Los buenos días perdidos
Los buenos días perdidos és una pel·lícula de comèdia espanyola del 1975 dirigida per Rafael Gil Álvarez i protagonitzada per Juan Luis Galiardo, Teresa Rabal, i Queta Claver. Està basada en l'obra de teatre homònima d'Antonio Gala.

## Sinopsi
Lorenzo arriba a un petit poble castellà, en el qual pretén exercir com a guàrdia urbà. Allí es retroba amb vells coneguts, com Cleofás, el sagristà, que viu a l'Església de San Tomé, amb la seva dona Consuelito i la seva mare Hortensia. Les relacions i vivències dels quatre personatges, faran que es regiri la consciència i valors de cadascun d'ells.

## Repartiment
- Juan Luis Galiardo - Lorenzo
- Teresa Rabal - Consuelito
- Queta Claver - Hortensia
- Manuel Galiana - Cleofás
- Erasmo Pascual - Don Remigio
- Mabel Escaño - Boticaria
- Eulalia del Pino - Genoveva
- Manuel Ayuso - Comerciant

## Premis
Als Premis del Sindicat Nacional de l'Espectacle de 1975 va rebre el premi a la millor actriu (Teresa Rabal) i a la millor actriu principal (Queta Claver)